# Награды Белого движения

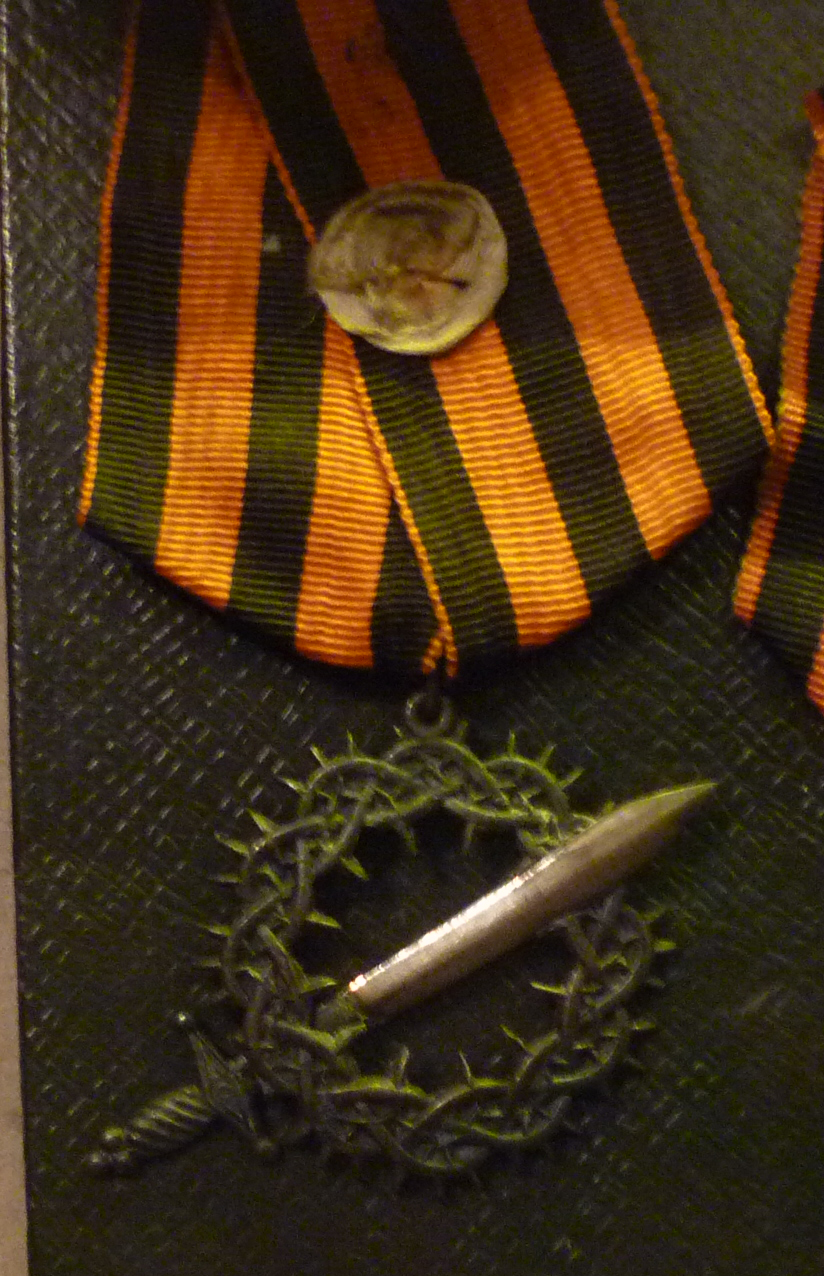
Знак 1-го Кубанского (Ледяного) похода, 1918 год

Награды Белого движения — комплекс наград и отличий за борьбу с большевиками, учреждённых в Белом движении в период Гражданской войны в России.
Награды и отличия учреждались различными правительствами и военачальниками Белого движения. Наиболее известными из них являются орден Святителя Николая Чудотворца, знак 1-го Кубанского (Ледяного) похода, а также знак отличия Военного ордена «За Великий Сибирский поход». Существовали и другие ордена, медали и знаки отличия, учреждённые в том числе и после окончания Гражданской войны, в эмиграции.

## Ордена

Орден Святого Георгия Особого Маньчжурского отряда

- Орден Святителя Николая Чудотворца — учреждён 30 апреля (13 мая) 1920 года приказом Главнокомандующего Вооружёнными силами на Юге России генерала П. Н. Врангеля для награждения чинов Русской армии[2][3][4].
- Орден «Освобождение Сибири» — проект награды Временного Всероссийского правительства, не получивший воплощения (1919 год).
- Орден Западной Добровольческой армии — учреждён в двух степенях генералом Бермондтом-Аваловым для награждения чинов Западной Добровольческой армии в эмиграции.
- Орден Святого Георгия Особого Маньчжурского отряда — учреждён атаманом Семёновым в апреле 1918 года.
- Орден Святого Архистратига Михаила — учреждён  27 апреля 1918 года на экстренном войсковом съезде Уральского казачьего войска в посёлке Бузарин.

## Знаки отличия

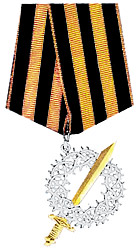
Знак отличия Военного ордена «За Великий Сибирский поход»

- Знак 1-го Кубанского (Ледяного) похода — учреждён 21 сентября (4 октября) 1918 года приказом командующего Добровольческой армией генерала А. И. Деникина в память о 1-м Кубанском (Ледяном) походе для награждения всех участников этого похода[5][6].
- Знак отличия Военного ордена «За Великий Сибирский поход» — учреждён 11 февраля 1920 года для награждения лиц, участвовавших в «Великом Сибирском походе».
- Знак Екатеринославского похода — учреждён 6 (19) июня 1920 года для награждения чинов отряда генерала И. М. Васильченко, участвовавших в Екатеринославском походе.

## Кресты

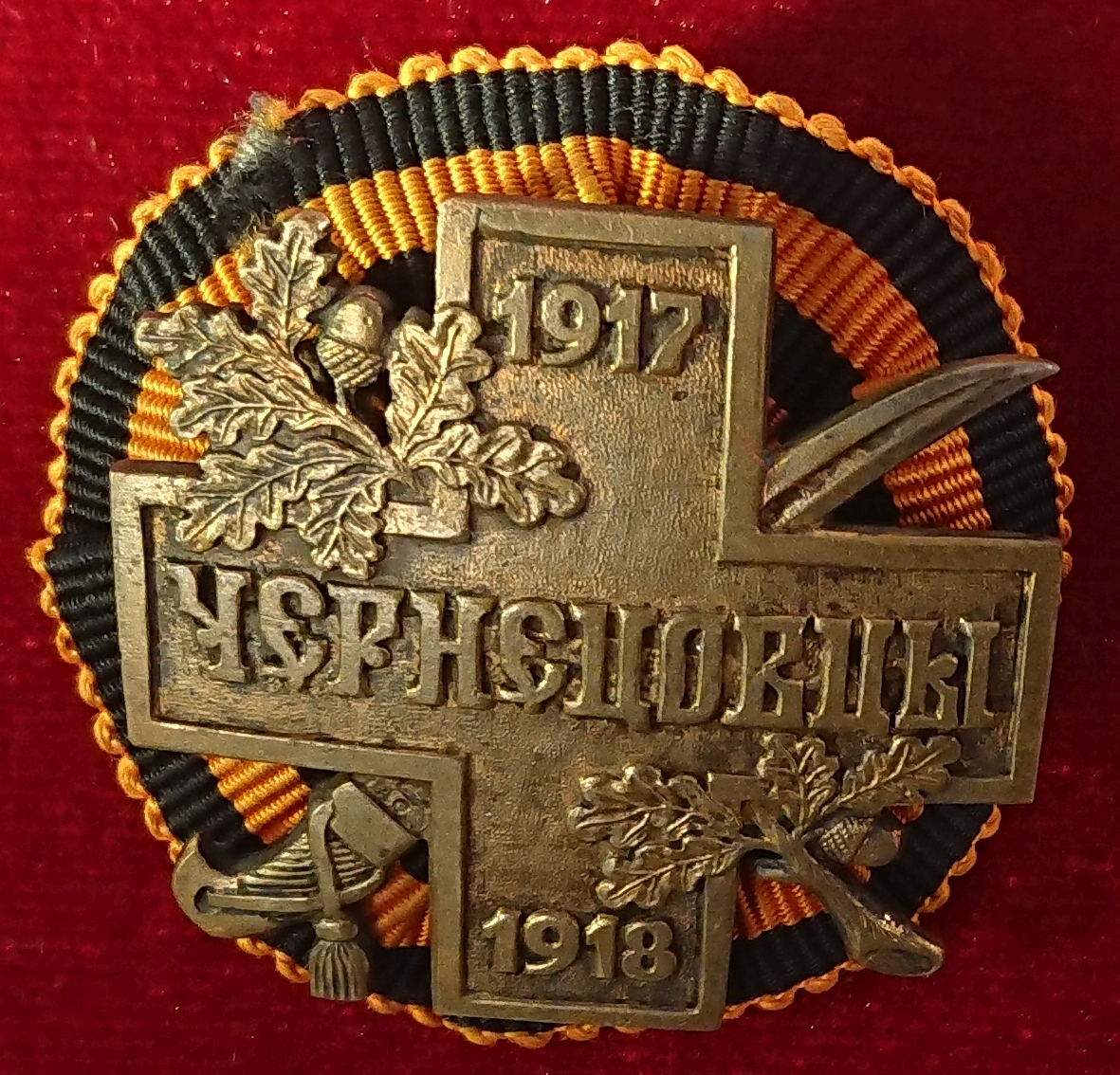
Крест партизан-чернецовцев

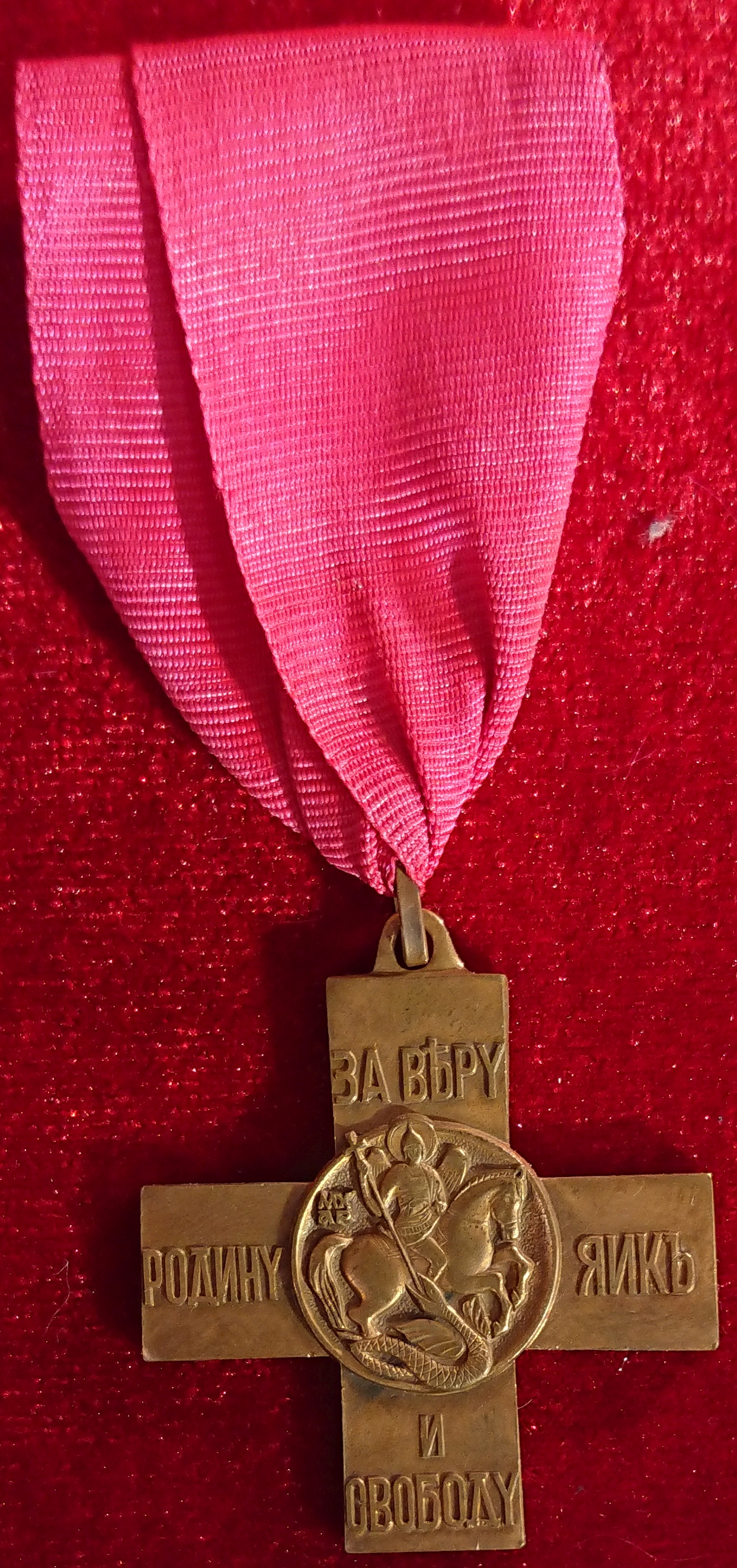
Крест Святого архангела Михаила

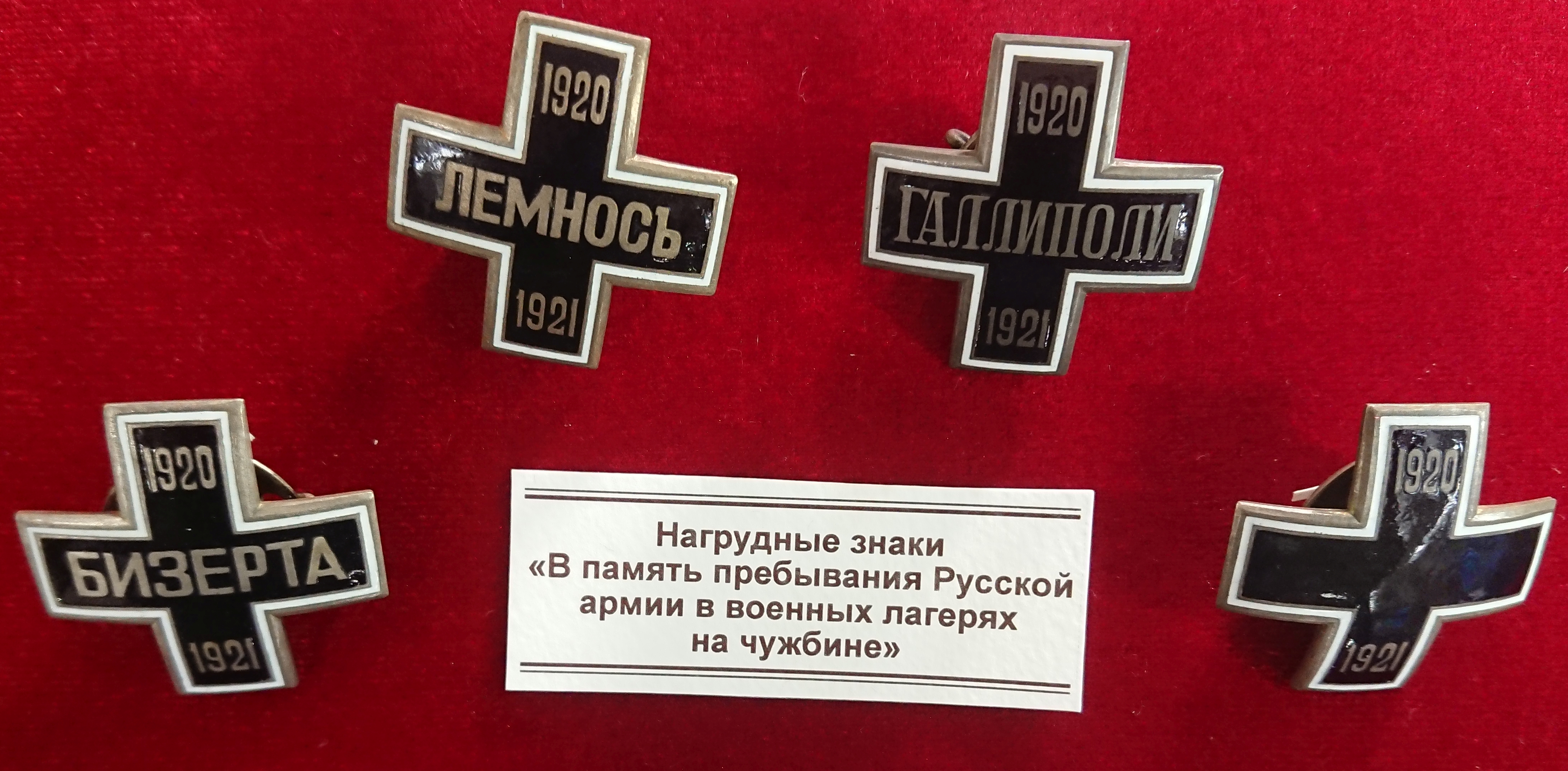
Нагрудные знаки «В память пребывания Русской армии в военных лагерях на чужбине»

- Крест партизан-чернецовцев — учреждён в 1918 году для награждения чинов партизанского отряда полковника Чернецова.
- Крест «За Степной поход» — учреждён 26 апреля 1918 года для награждения чинов, участвовавших в Степном походе.
- Крест Архангела Михаила — учреждён 9 мая 1918 года для награждения чинов Уральской армии.
- Крест Ачинского конно-партизанского отряда — учреждён 10 сентября 1918 года для награждения чинов отряда.
- Крест Спасения Кубани — учреждён 8 декабря 1918 года в двух степенях для награждения участников освобождения Кубанского края от большевиков.
- Крест «13-го мая 1919» — учреждён 10 июля 1919 года для награждения участников майского наступления Отдельного корпуса Северной армии генерала Родзянко.
- Крест Особого Маньчжурского отряда — учреждён в 1920 году атаманом Семёновым для награждения чинов своего отряда.
- Крест «За поход отряда генерала Бредова» — учреждён 25 февраля 1922 года для награждения чинов отряда генерал-лейтенанта Бредова, участвовавших в так называемом Бредовском походе.
- Крест Храбрых — учреждён генералом Булак-Балаховичем для награждения чинов своего отряда.
- Крест генерала Келлера — учреждён генералом Келлером в 1918 году для награждения чинов Северной армии.
- Крест Архангела Михаила — учреждён в 1918 году для награждения за храбрость белых войск, сражавшихся на Уральском фронте.
- Крест Балтийского ландвера — являлся своего рода знаком отличия войск, формировавшихся на территории Прибалтики из лиц немецкого происхождения.
- Балтийский крест — награда Веймарской республики, учреждённая в 1919 году для вручения воинам германских соединений, принимавших участие в боевых действиях на территории Прибалтики. Таким крестом награждали солдат прибалтийского ландесвера и немцев, воевавших в составе Западной Добровольческой армии.
- Крест для воинов, находящихся в составе Армии на острове Лемнос — учреждён приказом генерала Врангеля от 15 ноября 1921 года для воинов, эвакуированных на остров Лемнос и не покинувших ряды армии.
- Крест для воинов, эвакуированных в городок Чаталджа — фантазийный знак начала 90-х годов. Учреждён приказом генерала Врангеля не был. Русской армии в городке Чаталджа никогда не было. Из всех лагерей в провинции Чаталджа право на ношение знака имели только находившиеся в лагере Кабакджа и в составе армии (Донского технического полка) переехавшие в Галлиполи.
- Крест для воинов, находящихся в составе армии  в Галлиполи — учреждён приказом генерала Врангеля от 15 ноября 1921 года как нагрудный знак в память пребывания Русской армии в военных лагерях на чужбине. Перешедшие в беженский лагерь права на знак не имели.
- Крест для чинов яхты «Лукулл» — учреждён приказом генерала Врангеля от 3 января 1922 года для чинов погибшей 15 октября 1921 года на рейде Босфора яхты «Лукулл».
- Крест для моряков и чинов армии, находящихся в Бизерте — учреждён приказом генерала Врангеля от 15 ноября 1921 года для моряков и чинов армии, находящихся в составе Армии и Флота в Бизерте.
- Крест для воинов, находящихся в военном лагере Кабакджа, а затем переехавших в Галлиполи — учреждён приказом генерала Врангеля позже для чинов армии, которые не перешли на беженское положение.
- Крест для чинов армии, не находившихся в вышеперечисленных лагерях, но числящихся в составе армии — учреждён приказом генерала Врангеля от 15 ноября 1921 года для эвакуированных лиц, не находившихся в военных лагерях, перечисленных выше.
- Крест для членов Общества Галлиполийцев — учреждён приказом РОВС от 28 апреля 1938 года для членов Общества Галлиполийцев. Был учреждён как крест без надписей и дат, однако изготовлен не был.

## Медали

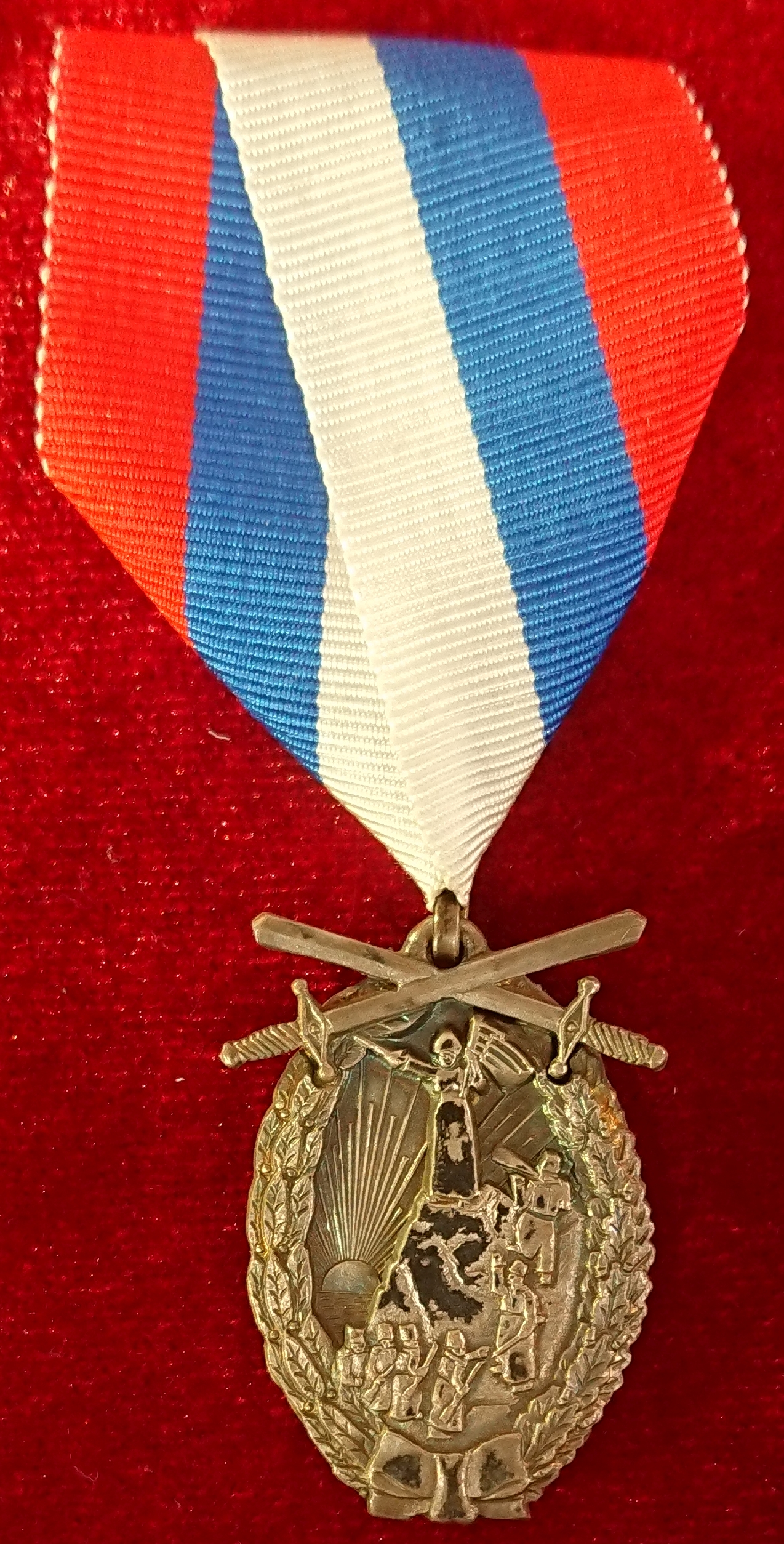
Медаль дроздовцам, 1918 год

- Медаль дроздовцам — учреждена 25 ноября 1918 года для награждения чинов отряда полковника Дроздовского — участников похода Яссы — Дон.
- Медаль «За освобождение Кубани» — учреждена 8 декабря 1918 года в двух степенях для награждения участников освобождения Кубанского края от большевиков.
- Медаль «В память освобождения Северной области от большевиков» — учреждена 18 июня 1919 года для награждения участников освобождения Северной области от большевиков.
- Медаль «За бои в Курляндии» — учреждена в 1919 году генералом Бермондтом-Аваловым для награждения участников боёв на территории Курляндии.
- Георгиевская медаль Особого Маньчжурского отряда — учреждена атаманом Семёновым в апреле 1918 года.
- Медаль в память деятельности Приамурского Земского Собора — учреждена генералом Дитерихсом в 1922 году.

## Другие отличия

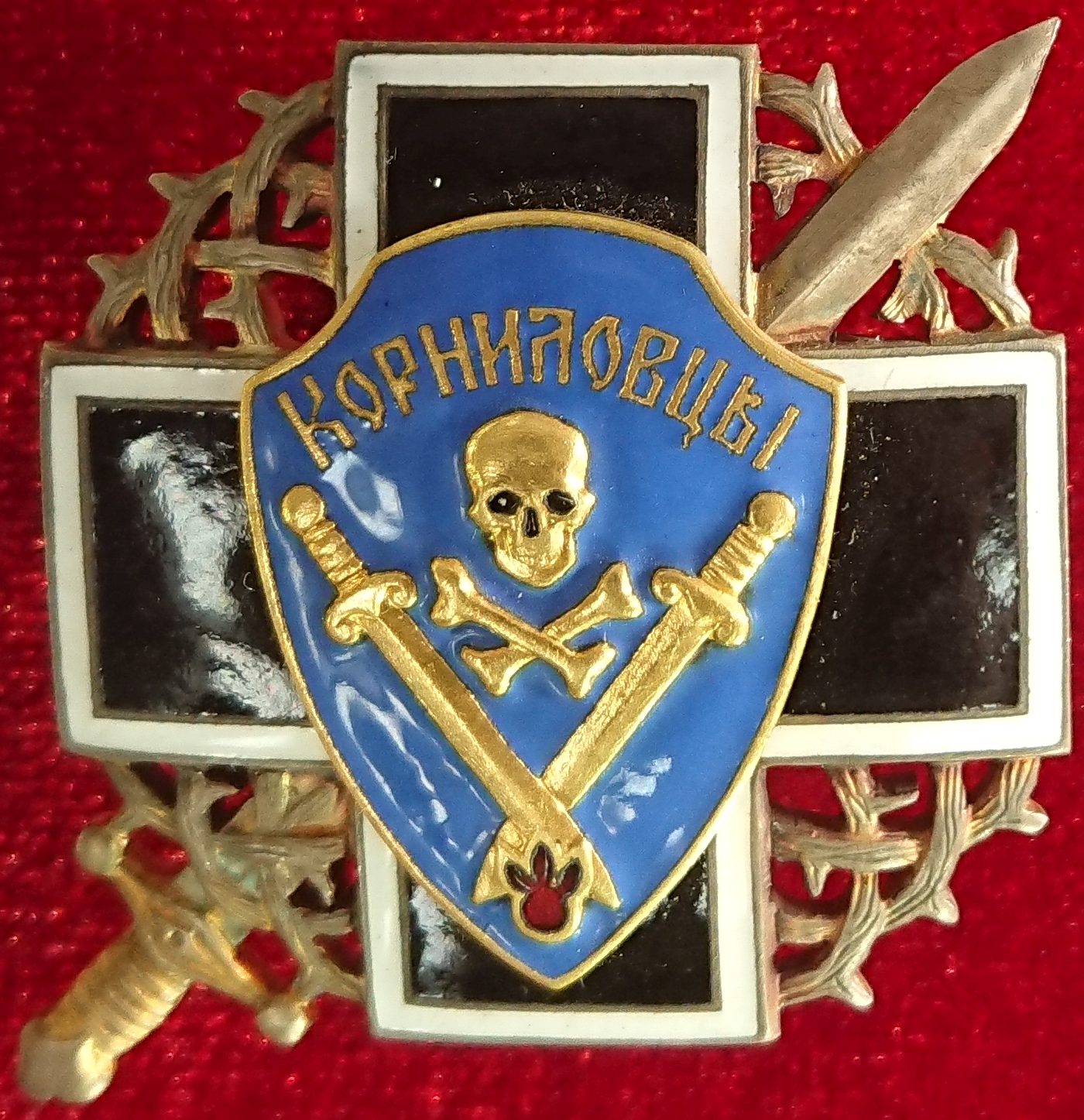
Нагрудный знак Корниловского ударного полка (учреждён в 1931 году)

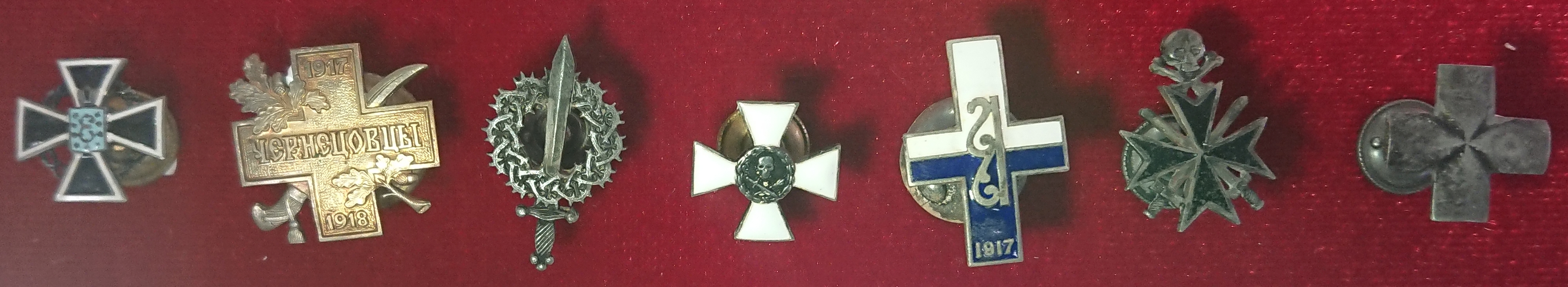
Фрачные нагрудные знаки Белого движения

- Знаки на головные уборы «За оборону Крыма» — даны приказом генерала Врангеля чинам корпуса генерала Слащёва за героическую оборону Крыма зимой 1919—1920 гг.
- Знак объединения Северо-Западников — нагрудный знак объединения Северо-Западников, учреждённый в 1931 году.
- Знак Ливенцев — нагрудный знак Союза Ливенцев.
- Знак Особого Маньчжурского отряда — нагрудный знак, учреждённый атаманом Семёновым для чинов отряда во время гражданской войны, а также в эмиграции в 1937 году в честь 20-летия отряда.
- Знак Корниловского ударного полка — нагрудный знак чинов Корниловского ударного полка (учреждён в эмиграции в 1931 году).
- Знак Марковского артиллерийского дивизиона — нагрудный знак, учреждённый приказом генерала Врангеля от 18 августа 1920 года для чинов Марковского артиллерийского дивизиона.
- Знак 1-го Офицерского пехотного генерала Маркова полка — нагрудный знак, учреждённый в эмиграции бывшими офицерами 1-го пехотного генерала Маркова полка.
- Знак Алексеевскою пехотного полка — нагрудный знак, учреждённый в эмиграции приказом РОВС от 22 декабря 1939 года. Вручался бывшим офицерам и нижним чинам Алексеевского пехотного полка.
- Знак 1-го конного генерала Алексеева полка — нагрудный знак 1-го конного Алексеевского полка.
- Знак Алексеевского артиллерийского дивизиона — нагрудный знак, учреждённый в эмиграции приказом РОВС от 17 июля 1936 года. Вручался бывшим офицерам и нижним чинам Алексеевского артиллерийского дивизиона.
- Знак 2-го Офицерского конного генерала Дроздовского полка — нагрудный знак, учреждённый в эмиграции для всех чинов бывшего 2-го Офицерского конного генерала Дроздовского полка.
- Знак 2-го Офицерского стрелкового генерала Дроздовского полка — нагрудный знак, учреждённый в эмиграции по предложению и проекту бывшего дроздовца генерала Туркула.
- Знак 1-го Пластунского полка — нагрудный знак Дальневосточной армии, учреждённый в 1925 году к пятилетию полка.